# Pentastemona sumatrana
Pentastemona sumatrana là một loài thực vật có hoa trong họ Stemonaceae. Loài này được Steenis miêu tả khoa học đầu tiên năm 1982.